# Drehbuchsoftware
Drehbuchsoftware sind Computerprogramme zum Entwickeln, Schreiben und Überarbeiten von Drehbüchern.

## Benutzung
Der ursprüngliche Bedarf an Drehbuchsoftware liegt in den spezifischen formalen Anforderungen an Drehbücher begründet, die von generischen Textverarbeitungsprogrammen nicht zufriedenstellend bedient werden. Zu den Standardwerkzeugen von Drehbuchprogrammen zählen spezielle Layout-, Formatierungs- und Seitenumbruch-Funktionen sowie Optionen zur inhaltlichen und produktionstechnischen Überarbeitung von Drehbüchern.
Inzwischen beinhalten einige Drehbuchprogramme darüber hinaus auch Funktionen zur Story- und Drehbuchentwicklung (z. B. Outlinen, Gliederung, Erstellung von Charakter- und Erzählbögen) oder für die Filmproduktion (z. B. Kollaboration, Erstellung von Drehplänen oder Kalkulationen). Weitere Software sind als Plug-Ins für generische Textverarbeitungsprogramme wie Microsoft Word verfügbar.

## Liste an Programmen
- Celtx – browserbasierte Kollaboration-Software mit Zusatzfokus auf Produktion, für Mac OS X, IOS und Android, ein kostenloses Script nach Anmeldung. In deutscher Sprachversion verfügbar.
- DramaQueen – mit Zusatzfokus auf Story-Entwicklung und -Analyse, für Mac OS X, Windows und Linux, mit kostenloser Basisversion. In deutscher Sprachversion verfügbar.
- Final Draft – für Mac OS X und Windows
- Trelby – freie Open-Source-Software für Windows und Linux